# رمیئی (بلژیک)
شهر رمیئی (به فرانسوی: Ramillies) در شهرستان نیول  در استان اوئلون بربان  در منطقه فدرال والوون در کشور بلژیک واقع شده‌است.